# Honoré Lascaris de Vintimille
Pour les articles homonymes, voir Lascaris (homonymie).
Honoré Lascaris de Vintimille né à La Brigue en 1526 mort à Aoste le 11 juillet 1594 (?) est un ecclésiastique originaire du piémont qui fut évêque d'Aoste en 1594.

## Biographie

### Origine
Honoré appartient à la Maison de Vintimille qui depuis l'alliance prestigieuse réalisée en 1261 par Guillaume-Pierre (mort en 1283) seigneur de Tende et de La Brigue, avec Eudoxie Lascaris sœur de l'empereur Jean IV Lascaris porte le nom de Lascaris de Vintimille. Honoré est le fils de Thomas et de Pietrina Cotta son père est un fils illégitime de Antoine Lascaris de Vintimille seigneur de La Brigue (mort en 1496).

### Un épiscopat très bref
Chanoine régulier de Saint-Augustin il commence sa carrière à trente ans comme prédicateur à La Brigue puis à la Collégiale de Pignans. Il est ensuite Prévôt de la Collégiale Saint-Martin de La Brigue. Il est nommé évêque d'Aoste le 23 mars 1594 et il est consacré le 2 avril par le Cardinal François de Joyeuse archevêque de Toulouse assisté de Silvio de Sainte-Croix archevêque d'Arles et Guillaume d'Avançon archevêque d'Embrun.  L'épiscopat d'Honoré de Lascaris Vintimille est très bref car il fait son entrée le 8 juin dans sa cité épiscopale et il meurt dès le 11 juillet 1594 et non pas 1595 comme indiqué le plus souvent, car son successeur Bartolomeo Ferreri est désigné comme évêque le 5 mai et consacré le 16 septembre 1595.